# Wisła Płock
Wisła Płock je fotbalový klub se sídlem ve městě Płock hrající aktuálně polskou druhou ligu. Byl založen roku 1947. Hřištěm klubu je stadion s názvem Stadion Kazimierza Górskiego, které má kapacitu cca 12 800 diváků.

## Úspěchy

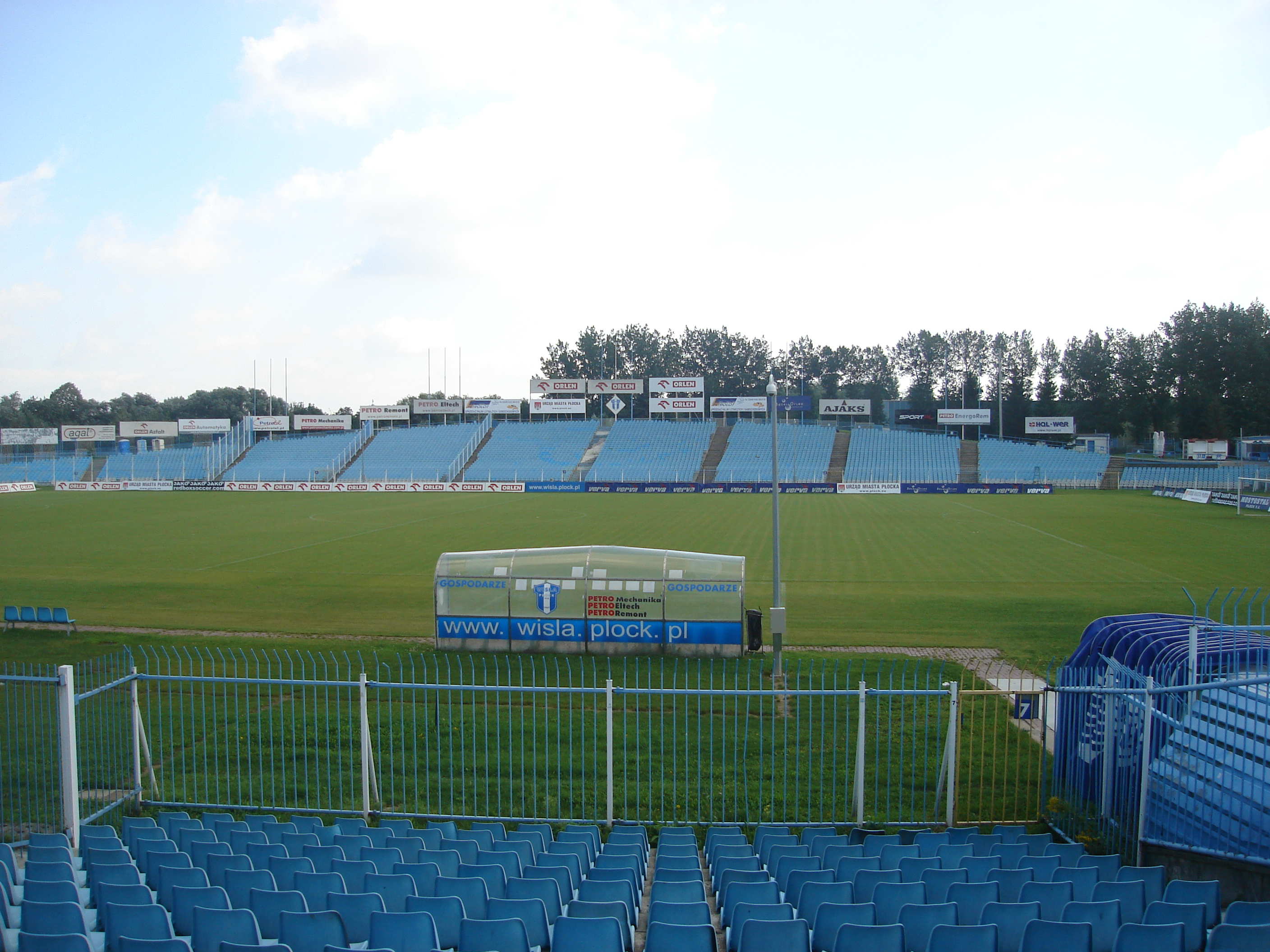
Stadion Kazimierza Górskiego

- 1× vítěz polského fotbalového poháru (2005/06)[1]
- 1× vítěz polského Superpoháru (2006)[2]

## Historie
Známí hráči
- Tomislav Božić
- Tomáš Došek
- Patrik Gedeon
- Ireneusz Jeleń
- Tomáš Michálek
- Josef Obajdin
- Adrian Mierzejewski
- Sławomir Peszko
- Patryk Rachwał
- Lumír Sedláček
- Marcin Wasilewski